# Distoleon pullus
Distoleon pullus är en insektsart som först beskrevs av Navás 1940.  Distoleon pullus ingår i släktet Distoleon och familjen myrlejonsländor. Inga underarter finns listade i Catalogue of Life.